# Cottage (Wohngebäude)

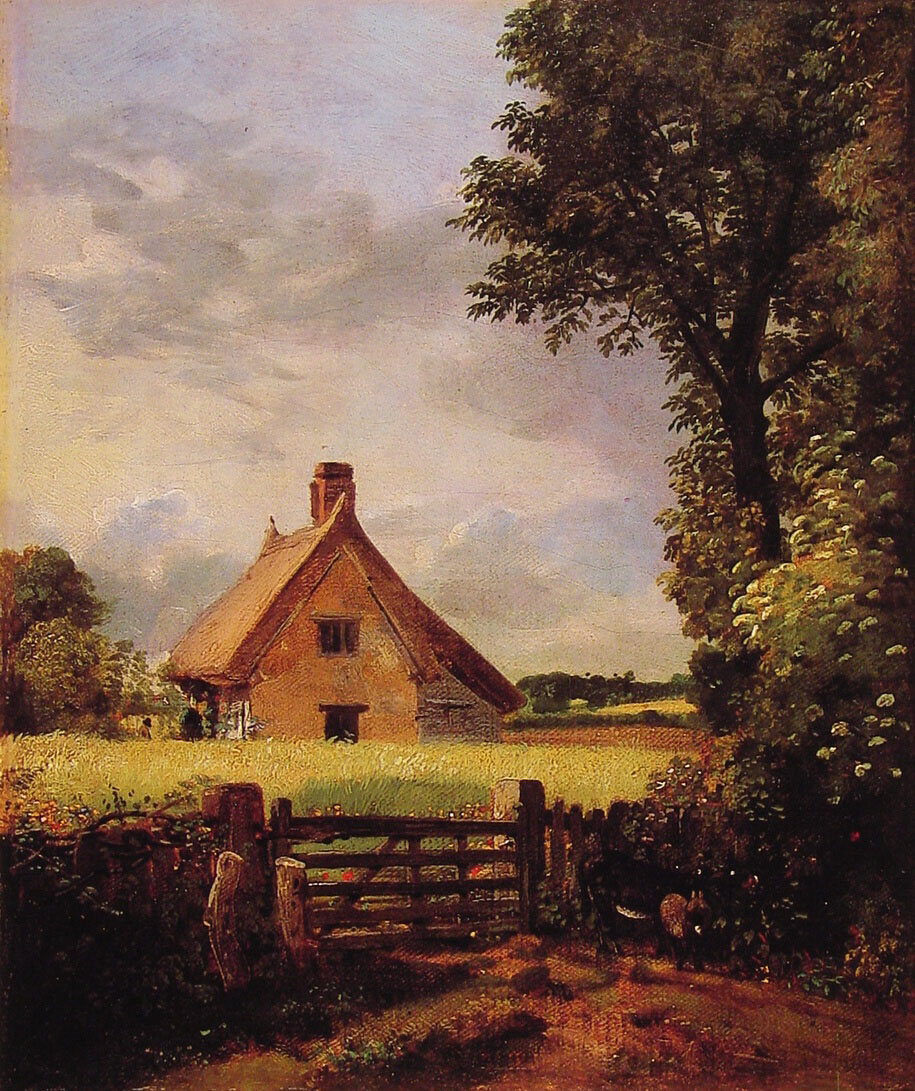
John Constable: Cottage in einem Kornfeld, 19. Jh.

Cottage ist ein auf den Britischen Inseln gebräuchlicher Überbegriff für alte, zumeist kleine Häuser, die größtenteils in ländlichen Gegenden zu finden sind. Sie zeichnen sich durch eine traditionelle Bauweise mit historischen Bauelementen aus. Charakteristisch für Cottages sind etwa Strohdächer, Schieferdächer, Holztüren, Holzfensterrahmen, Fachwerk, Natursteinmauern, seltener auch roter Backstein oder Kalkputz. Typische Merkmale für das Innere eines Cottage sind niedrige Decken, freiliegende Deckenbalken, Holzfußböden oder offene Kamine. Dem Cottage ist typischerweise ein „Cottage Garden“ angeschlossen: ein kleiner, überwachsener Garten, in dem sich heimische Zier- und Nutzpflanzen oft frei ausbreiten dürfen.
Viele Cottages wurden hauptsächlich aus Natursteinen errichtet und mit Stroh gedeckt („thatched cottage“). Da Stroh eine kürzere Lebensdauer als Reet hat, wurde später Reet verwendet, welches in neuerer Zeit wiederum durch langlebige Granitschindeln oder Wellblech ersetzt wurde.

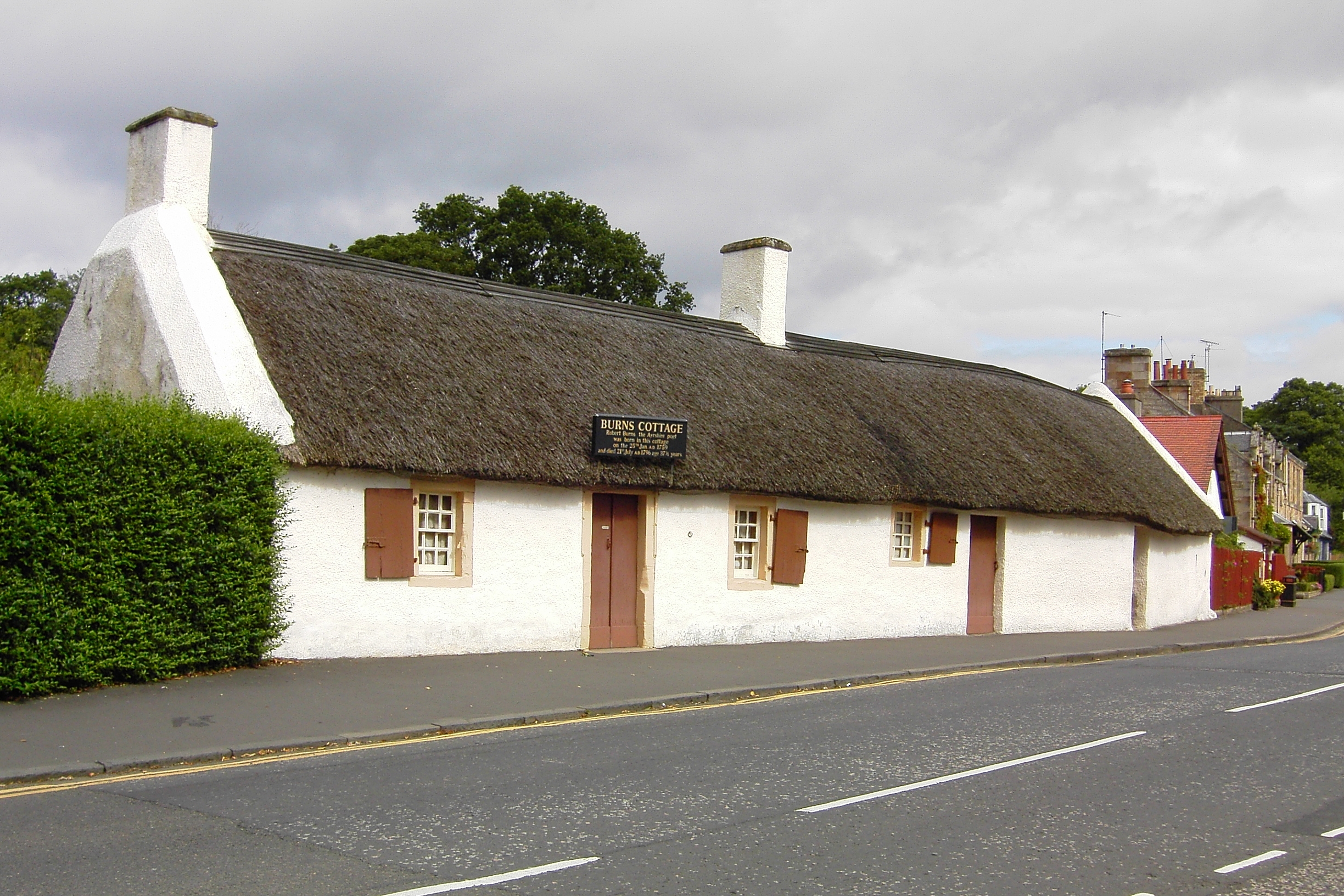
Burns Cottage, das Geburtshaus von Robert Burns

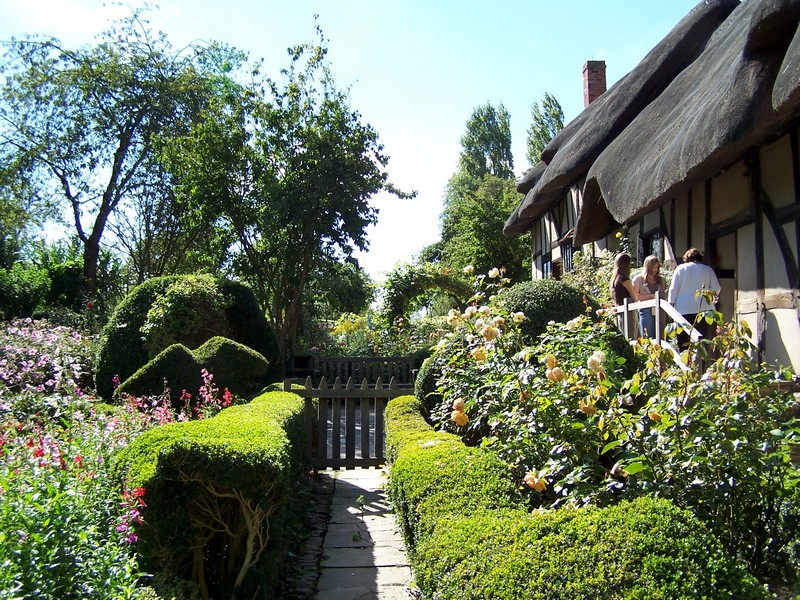
Anne Hathaway's Cottage Garden

Ursprünglich wurden die Cottages von Pächtern, einfachen Bauern und Fischern mit ihren Familien bewohnt. Bis in die Mitte des 20. Jahrhunderts hatten diese Häuser weder Strom noch fließendes Wasser. Als einzige Wärmequelle diente traditionell der fireplace (offener Kamin), der mangels Wärmedämmung jedoch nicht effizient war; eine Alternative gab es allerdings nicht. Geheizt wurde mit Torf, der aufgrund eines jahrhundertealten Gesetzes bis zum heutigen Tag von jedem kostenlos in den Mooren abgebaut werden darf. Die Cottages bestanden häufig nur aus einem Koch- und Wohnraum sowie Schlafzimmer. In früherer Zeit wurde oft noch das wenige Vieh mit im Haus gehalten, da es im Winter als zusätzliche Wärmequelle diente.

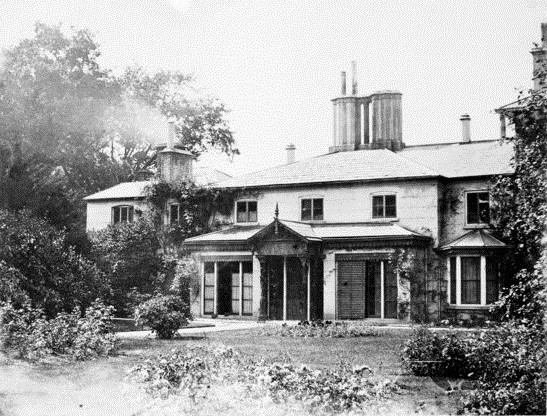
Frogmore Cottage in Windsor (Berkshire), Aufnahme von 1872. Hochzeitsgeschenk von Elisabeth II. an ihren Enkel Harry, Duke of Sussex. Nach Renovierung für mehrere Millionen Pfund 2019 Wohnhaus seiner Familie

Viele der alten Cottages werden als Ferienhäuser genutzt und an Touristen vermietet.
Im Sinne eines Understatements können auch durchaus stattliche Gebäude als Cottage bezeichnet werden, die z. B. als Zweitwohnsitz auf dem Land unterhalten werden.